# Coupe d'Océanie de football 1998
La Coupe d'Océanie de football 1998 est une compétition dont la phase finale a eu lieu en Australie du 25 septembre au 4 octobre 1998. À domicile, l'Australie parvient jusqu'en finale où elle est battue par la Nouvelle-Zélande, qui, du même coup, obtient sa qualification pour la Coupe des confédérations 1999. C'est le 2e titre des All Whites, après celui obtenu lors de la première édition de la compétition en 1973. 

## Tournois qualificatifs
Deux compétitions régionales servent de tour préliminaire à la Coupe d'Océanie des nations : la Coupe de Polynésie et la Coupe de Mélanésie. Les deux premiers de chaque tournoi obtiennent leur billet pour la phase finale de la Coupe d'Océanie.

### Coupe de Mélanésie
- La Coupe de Mélanésie 1998 se déroule à Santo, au Vanuatu du 5 au 12 septembre 1998.

| Rang | Équipe                    | Pts | J | G | N | P | Bp | Bc | Diff |  | Résultats                 |  |     |     |     |     |
| ---- | ------------------------- | --- | - | - | - | - | -- | -- | ---- |  | ------------------------- |  | --- | --- | --- | --- |
| 1    | Fidji                     | 10  | 4 | 3 | 1 | 0 | 8  | 2  | +6   |  | Fidji                     |  | 2-1 | 1-1 | 2-0 | 3-0 |
| 2    | Vanuatu                   | 7   | 4 | 2 | 1 | 1 | 8  | 6  | +2   |  | Vanuatu                   |  |     | 3-1 | 1-1 | 3-2 |
| 3    | Îles Salomon              | 7   | 4 | 2 | 1 | 1 | 8  | 7  | +1   |  | Îles Salomon              |  |     |     | 3-1 | 3-2 |
| 4    | Papouasie-Nouvelle-Guinée | 4   | 4 | 1 | 1 | 2 | 3  | 6  | -3   |  | Papouasie-Nouvelle-Guinée |  |     |     |     | 1-0 |
| 5    | Nouvelle-Calédonie        | 0   | 4 | 0 | 0 | 4 | 4  | 10 | -6   |  | Nouvelle-Calédonie        |  |     |     |     |     |

### Coupe de Polynésie
- La Coupe de Polynésie 1998 se déroule à Rarotonga aux Îles Cook du 2 au 8 septembre 1998.

| Rang | Équipe            | Pts | J | G | N | P | Bp | Bc | Diff |  | Résultats         |  |     |     |     |      |
| ---- | ----------------- | --- | - | - | - | - | -- | -- | ---- |  | ----------------- |  | --- | --- | --- | ---- |
| 1    | Tahiti            | 12  | 4 | 4 | 0 | 0 | 27 | 1  | +26  |  | Tahiti            |  | 5-0 | 5-1 | 5-0 | 12-0 |
| 2    | Îles Cook         | 7   | 4 | 2 | 1 | 1 | 8  | 11 | -3   |  | Îles Cook         |  |     | 2-1 | 2-2 | 4-3  |
| 3    | Samoa             | 6   | 4 | 2 | 0 | 2 | 8  | 7  | +1   |  | Samoa             |  |     |     | 2-0 | 4-0  |
| 4    | Tonga             | 4   | 4 | 1 | 1 | 2 | 5  | 9  | -4   |  | Tonga             |  |     |     |     | 3-0  |
| 5    | Samoa américaines | 0   | 4 | 0 | 0 | 4 | 3  | 23 | -20  |  | Samoa américaines |  |     |     |     |      |

## Premier tour
Les 6 équipes qualifiées pour la phase finale de la Coupe d'Océanie de football 1998 sont :
- Australie  - qualifiée d'office (pays organisateur et tenante du titre)
- Nouvelle-Zélande  - qualifiée d'office
- Tahiti  - vainqueur de la Coupe de Polynésie 1998
- Fidji  - vainqueur de la Coupe de Mélanésie 1998
- Îles Cook - finaliste de la Coupe de Polynésie 1998
- Vanuatu - finaliste de la Coupe de Mélanésie 1998

Les 6 équipes sont réparties en 2 groupes de 3 :
- Groupe A :  Nouvelle-Zélande,  Tahiti,  Vanuatu
- Groupe B :  Australie,  Fidji,  Îles Cook

Les 2 premiers de chaque poule sont qualifiés pour les demi-finales. 

### Groupe A
| Classement final |                  |     |   |   |   |   |    |    |      |
|                  | Équipe           | Pts | J | G | N | P | BP | BC | Diff |
| 1                | Nouvelle-Zélande | 6   | 2 | 2 | 0 | 0 | 9  | 1  | +8   |
| 2                | Tahiti           | 3   | 2 | 1 | 0 | 1 | 5  | 2  | +3   |
| 3                | Vanuatu          | 0   | 2 | 0 | 0 | 2 | 2  | 13 | -11  |

| 25 septembre | Nouvelle-Zélande | 1 | 0 | Tahiti  |
| 28 septembre | Nouvelle-Zélande | 8 | 1 | Vanuatu |
| 30 septembre | Tahiti           | 5 | 1 | Vanuatu |

| 25 septembre 1998 | Nouvelle-Zélande | 1 - 0 | Tahiti | Suncorp Stadium, Brisbane                    |                                              |
|                   | Paama 13e (csc)  |       |        | Spectateurs : 900 Arbitrage : Simon Micallef | Spectateurs : 900 Arbitrage : Simon Micallef |

| 28 septembre 1998 | Nouvelle-Zélande                                                     | 8 - 1 | Vanuatu          | Suncorp Stadium, Brisbane |                   |
|                   | Christie 1re · Coveny 11e, 25e, 39e, 40e · Ryan 34e, 65e · Bunce 65e |       | Roronamahava 45e | Spectateurs : 900         | Spectateurs : 900 |

| 30 septembre 1998 | Tahiti                                          | 5 - 1 | Vanuatu   | Suncorp Stadium, Brisbane                    |                                              |
|                   | Quennet 9e, 10e, 74e · Zaveroni 54e · Amaru 75e |       | Rarai 82e | Spectateurs : 400 Arbitrage : Simon Micallef | Spectateurs : 400 Arbitrage : Simon Micallef |

### Groupe B
| Classement final |           |     |   |   |   |   |    |    |      |
|                  | Équipe    | Pts | J | G | N | P | BP | BC | Diff |
| 1                | Australie | 6   | 2 | 2 | 0 | 0 | 19 | 1  | +18  |
| 2                | Fidji     | 3   | 2 | 1 | 0 | 1 | 4  | 3  | +1   |
| 3                | Îles Cook | 0   | 2 | 0 | 0 | 2 | 0  | 19 | -19  |

| 25 septembre | Australie | 3  | 1 | Fidji     |
| 28 septembre | Australie | 16 | 0 | Îles Cook |
| 30 septembre | Fidji     | 3  | 0 | Îles Cook |

| 25 septembre 1998 | Australie         | 3 - 1 | Fidji        | Suncorp Stadium, Brisbane                    |                                              |
|                   | Mori 2e, 25e, 44e |       | Masinisu 62e | Spectateurs : 900 Arbitrage : Bruce Grimshaw | Spectateurs : 900 Arbitrage : Bruce Grimshaw |

| 28 septembre 1998 | Australie | 16 - 0 | Îles Cook | Suncorp Stadium, Brisbane                     |                                               |
|                   | Trimboli 1re, 12e, 63e · Mori 8e, 15e, 30e, 34e · Maloney 17e, 89e · Ceccoli 42e · Trajanovski 48e, 68e, 76e (pen.), 88e · Chipperfield 66e · Halpin 80e |        |           | Spectateurs : 600 Arbitrage : Massimo Raveino | Spectateurs : 600 Arbitrage : Massimo Raveino |

| 30 septembre 1998 | Fidji                                            | 3 - 0 | Îles Cook | Suncorp Stadium, Brisbane                    |                                              |
|                   | Dickinson 18e (csc) · Kilalwaca 54e · Nasema 85e |       |           | Spectateurs : 500 Arbitrage : Bruce Grimshaw | Spectateurs : 500 Arbitrage : Bruce Grimshaw |

## Dernier carré
|  | Demi-finales     | Demi-finales |                        |   | Finale              | Finale              |
|  | Demi-finales     | Demi-finales |                        |   | Finale              | Finale              |
|  |                  |              |                        |   |                     |                     |
|  | 2 octobre        | 2 octobre    |                        |   | 4 octobre, Brisbane | 4 octobre, Brisbane |
|  | 2 octobre        | 2 octobre    |                        |   | 4 octobre, Brisbane | 4 octobre, Brisbane |
|  | Nouvelle-Zélande | 1            |                        |   | 4 octobre, Brisbane | 4 octobre, Brisbane |
|  | Nouvelle-Zélande | 1            |                        |   | 4 octobre, Brisbane | 4 octobre, Brisbane |
|  | Fidji            | 0            |                        |   | 4 octobre, Brisbane | 4 octobre, Brisbane |
|  | Fidji            | 0            | Nouvelle-Zélande       | 1 |                     |                     |
|  | 2 octobre        |              | Nouvelle-Zélande       | 1 |                     |                     |
|  |                  | Australie    | 0                      |   |                     |                     |
|  | Australie        | Australie    | 0                      | 4 |                     |                     |
|  | Australie        |              |                        | 4 |                     |                     |
|  | Tahiti           | 1            |                        |   |                     |                     |
|  | Tahiti           | 1            | Match pour la 3e place |   |                     |                     |
|  |                  |              |                        |   |                     |                     |
|  | 4 octobre        |              |                        |   |                     |                     |
|  |                  |              |                        |   |                     |                     |
|  | Fidji            | 4            |                        |   |                     |                     |
|  | Fidji            | 4            |                        |   |                     |                     |
|  | Tahiti           | 2            |                        |   |                     |                     |
|  | Tahiti           | 2            |                        |   |                     |                     |

### Demi-finales
| 2 octobre 1998 | Nouvelle-Zélande | 1 - 0 | Fidji | Suncorp Stadium, Brisbane                       |                                                 |
|                | Hay 88e          |       |       | Spectateurs : 1 200 Arbitrage : Massimo Raveino | Spectateurs : 1 200 Arbitrage : Massimo Raveino |

| 2 octobre 1998 | Australie                      | 4 - 1 | Tahiti      | Suncorp Stadium, Brisbane                  |                                            |
|                | Mori 1re, 32e, 81e · Veart 86e |       | 55e Labaste | Spectateurs : 1 200 Arbitrage : Intaz Shah | Spectateurs : 1 200 Arbitrage : Intaz Shah |

### Match pour la troisième place
| 4 octobre 1998 | Fidji                                  | 4 - 2 | Tahiti           | Suncorp Stadium, Brisbane                      |                                                |
|                | Masi 26e, 31e · Lal 28e · Seruvatu 43e |       | 81e 82e Rousseau | Spectateurs : 2 000 Arbitrage : Simon Micallef | Spectateurs : 2 000 Arbitrage : Simon Micallef |

### Finale
| Entraîneur : |
| Ken Dugdale  |

| Entraîneur : |
| Raul Blanco  |

| Entraîneur : |
| Ken Dugdale  |

| Entraîneur : |
| Raul Blanco  |

## Meilleurs buteurs
10 buts 
- Damian Mori

4 buts
- Kris Trajanovski
- Vaughan Coveny